# Atenție marinar
Sailor Beware este un film de comedie american din 1952 regizat de Hal Walker. În rolurile principale joacă actorii Dean Martin și Jerry Lewis.

## Actori
- Dean Martin ca Al Crowthers
- Jerry Lewis ca Melvin Jones
- Corinne Calvet ca Corinne Calvet
- Marion Marshall ca Hilda Jones
- Robert Stauss ca CPO Lardoski
- Lefi Erickson ca Cmdr. Lane
- Don Wilson ca Mr. Chubby
- Vince Edwards ca Blayden
- Skip Homeier ca Mac
- Dan Barton ca 'Bama